# Separazione di Colombo
La separazione di Colombo (dal nome dell'astronomo italiano Giuseppe Colombo) è uno spazio vuoto presente nel sistema di anelli planetari del pianeta Saturno; è situato fra l'anello C e l'anello B. La distanza dal centro di Saturno della divisione di Colombo è di 77 800 km e al suo interno si trova il piccolo anello regolato da una risonanza orbitale con Titano (Titan ringlet)